# Greenwayodendron
Greenwayodendron Verdc. – rodzaj roślin z rodziny flaszowcowatych (Annonaceae Juss.). Według The Plant List w obrębie tego rodzaju znajdują się 2 gatunki. Występuje naturalnie w klimacie tropikalnym Afryki. Gatunkiem typowym jest G. suaveolens (Engl. & Diels) Verdc.

## Morfologia
PokrójZimozielone lub zrzucające liście drzewa i krzewy.
LiścieNaprzemianległe, pojedyncze. Blaszka liściowa jest całobrzega.
KwiatyPromieniste, obupłciowe lub jednopłciowe, pojedyncze lub zebrane po kilka pęczki, rozwijają się naprzeciwlegle do liści. Mają 3 działki kielicha zrośnięte u podstawy, są zagnieżdżone. Płatków jest 6, ułożonych w dwóch okółkach, są prawie takie same. Kwiaty mają liczne wolne pręciki, nitki pręcika (filamentum) są krótkie, a pylniki otwierają się do zewnątrz. Mają 10–20 wolnych owocolistków zawierających od jednej do trzech komór.
OwocePojedyncze maja kulisty kształt, pękające, zebrane po 2–18 w owoc zbiorowy. Osadzone są na szypułkach.

## Systematyka
Pozycja według APweb (aktualizowany system APG III z 2009)
Rodzaj wraz z całą rodziną flaszowcowatych w ramach rzędu magnoliowców wchodzi w skład jednej ze starszych linii rozwojowych okrytonasiennych określanych jako klad magnoliowych.
Lista gatunków
- Greenwayodendron oliveri (Engl.) Verdc.
- Greenwayodendron suaveolens (Engl. & Diels) Verdc.